# 紀元前6世紀

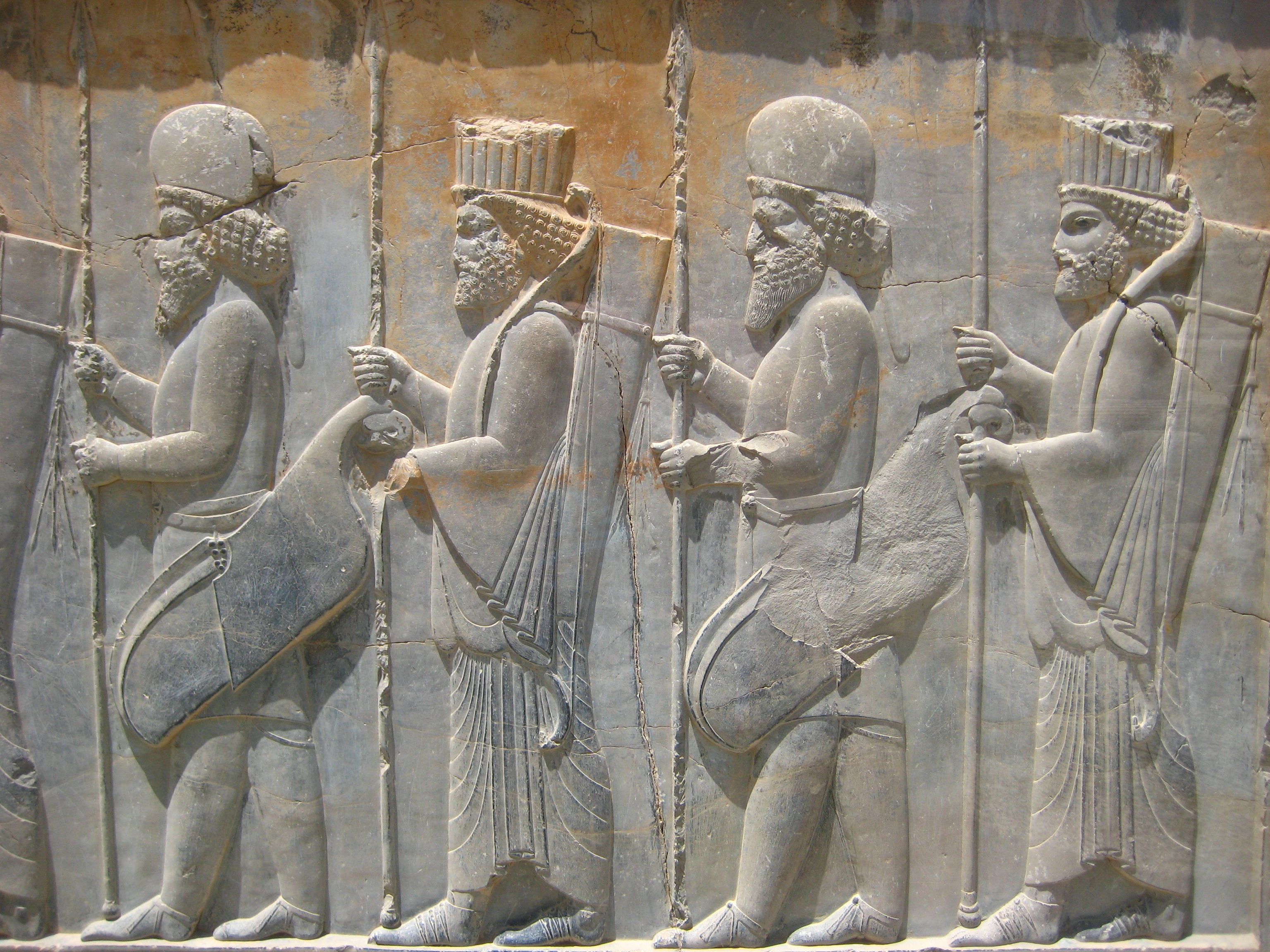
アケメネス朝ペルシアの栄光。オリエントの再統一を果たすとともに多民族を緩やかに包含した安定した国家システムを構築した。画像はペルセポリスのアパダナ（謁見の間）の階段側面の浮き彫りに刻まれた朝貢使節団。

ゾロアスター教の総合。宗祖ゾロアスターの生没年は現在でも意見の一致を見ていないが、アケメネス朝では王朝成立の頃からこの宗教を国家の支柱としていた。画像はペルセポリスに残るゾロアスター教の象徴でもある聖霊フラワシ（プラヴァシ）の像。

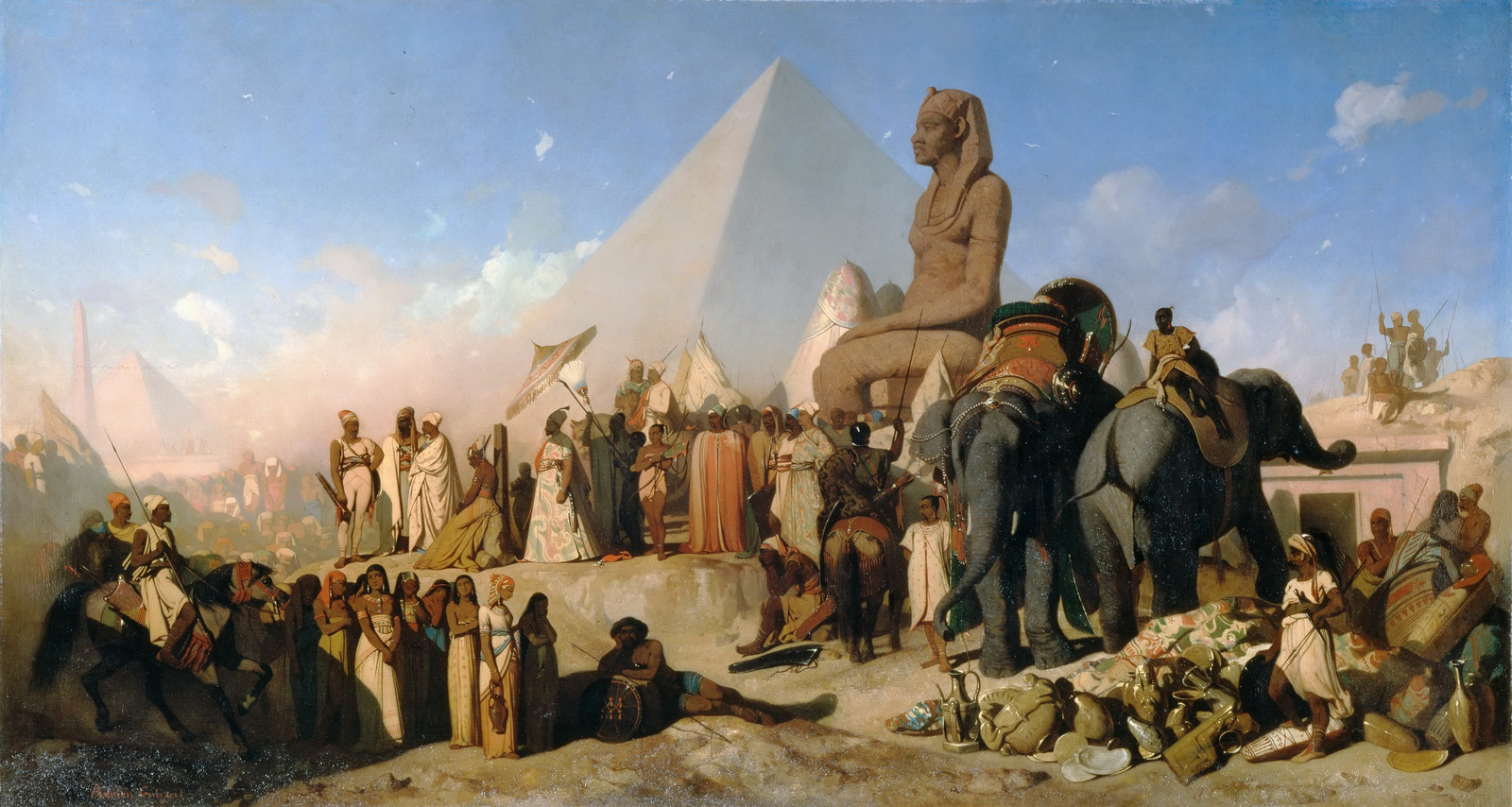
ペルシウムの戦い。ペルシア王カンビュセス2世によりエジプトが軍門に下り、ここに全オリエント世界が統一された。画像は、この戦いの後に会見するペルシア王カンビュセス2世とエジプト王プサメティコス3世を描いたアドリアン・ギニェの歴史画（ルーヴル美術館蔵)。

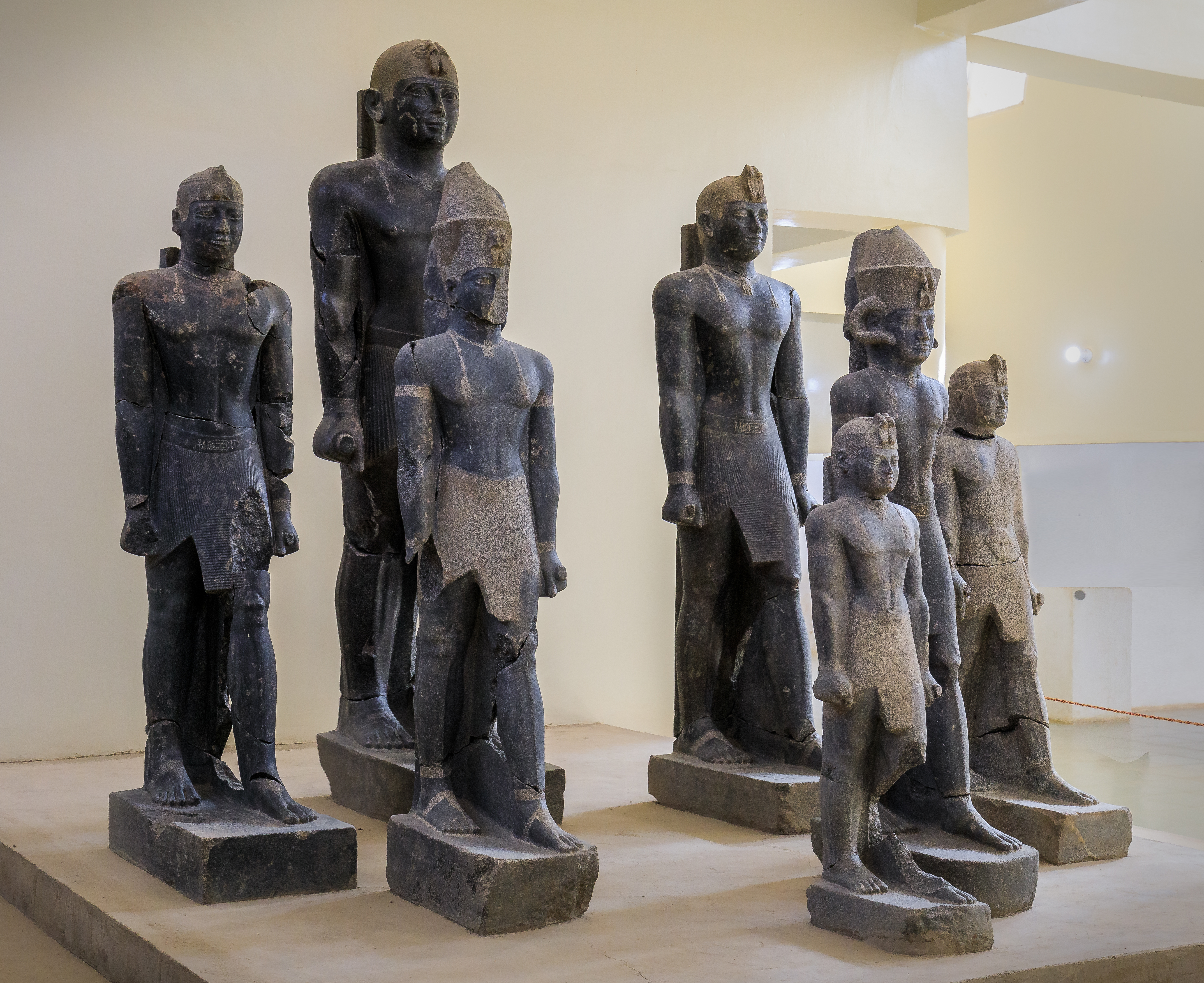
エジプトからメロエへ。紀元前7世紀末までにエジプトを逃れた第25王朝の王族は、さらに紀元前6世紀初頭にはナパタからメロエへと根拠地を移動した。画像は第25王朝からメロエに移動したアスペルタ王に至るクシュ王国の諸王の彫像（スーダンのケルマ博物館蔵）。

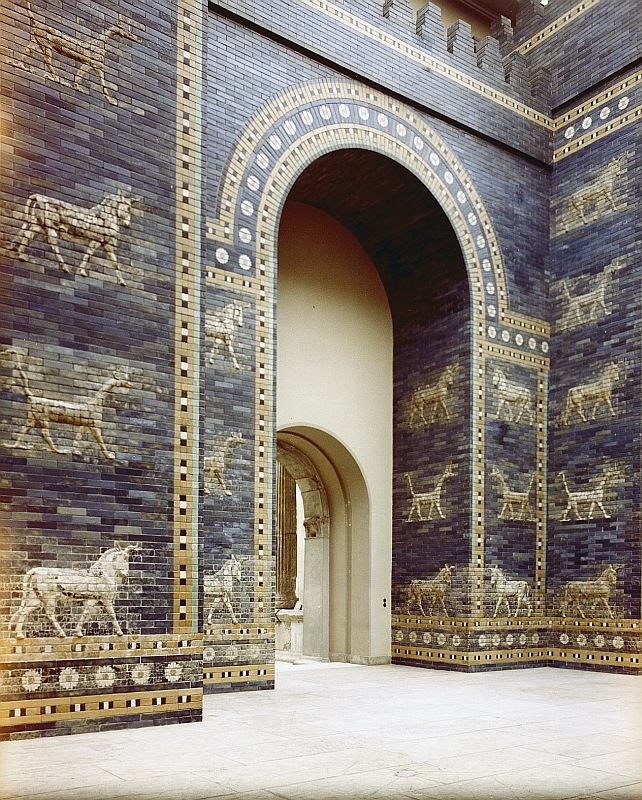
新バビロニアの盛衰。アッシリアから独立して強盛を誇ったが、後にアケメネス朝に併合された。画像はベルリンのペルガモン博物館で復元されたイシュタル門。

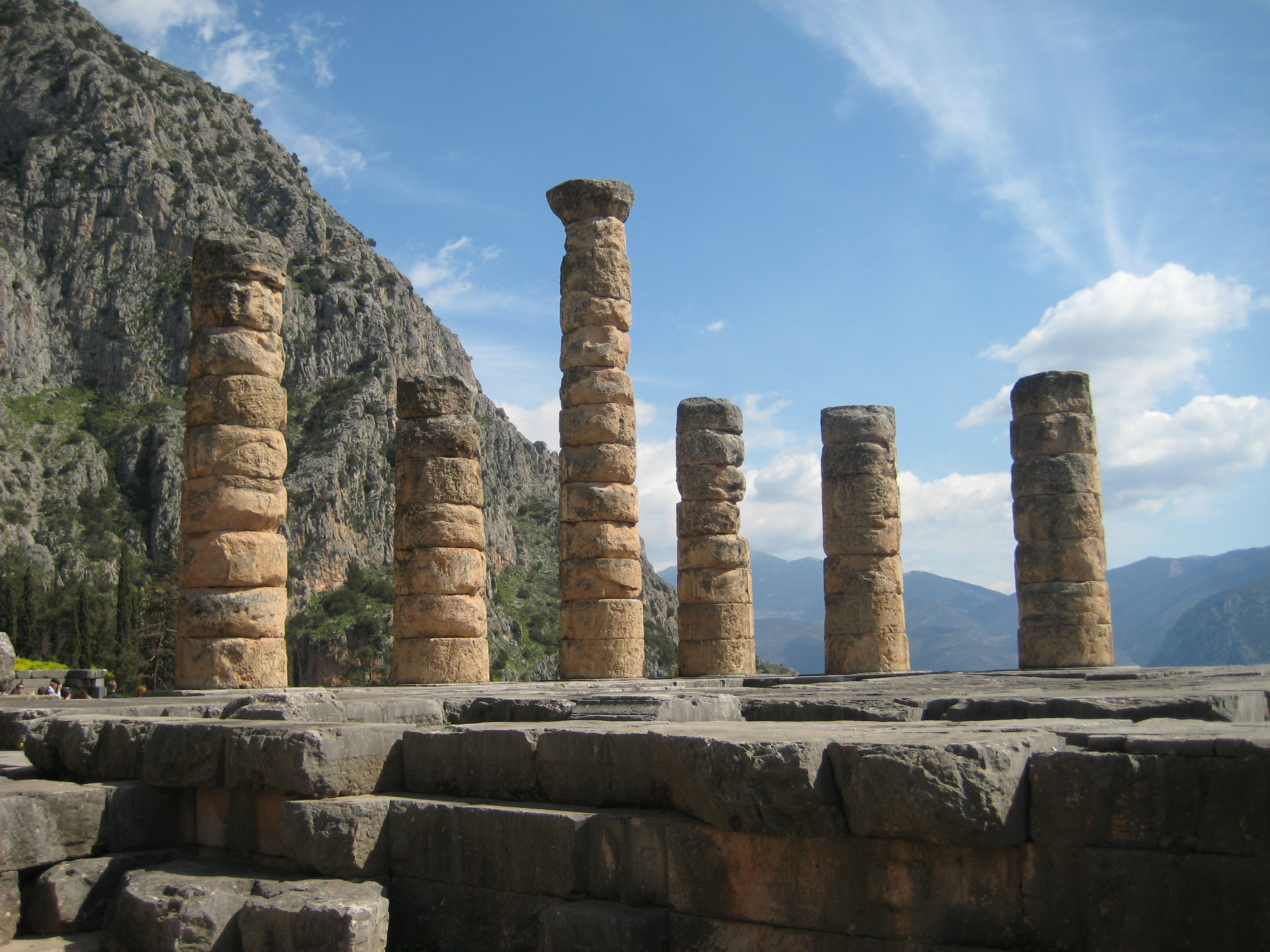
デルポイのアポロン神殿。紀元前548年に炎上した後、紀元前530年にアテナイの貴族クレイステネスにより新たに奉献された。巫女（ピュティア）による神託の場所としてギリシア人に重んじられた。

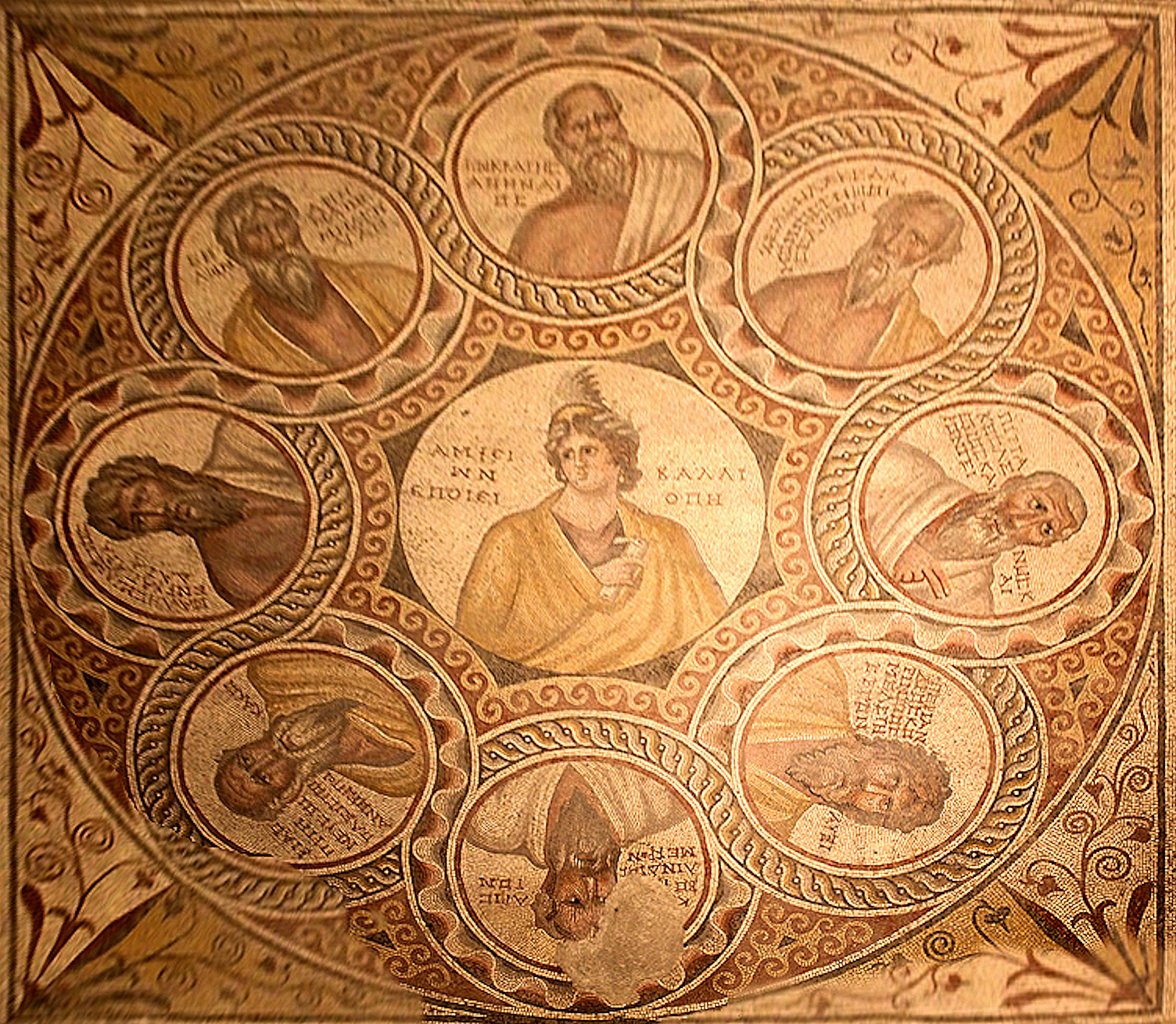
ギリシア七賢人。自然哲学者であるミレトスのタレスや、アテナイの立法者ソロンなどの活躍が見られた。画像は紀元後3世紀に作成されたレバノン・バールベックの「七賢人」のモザイク床面で中央の女神カリオペーを賢人たちが囲んでいる。

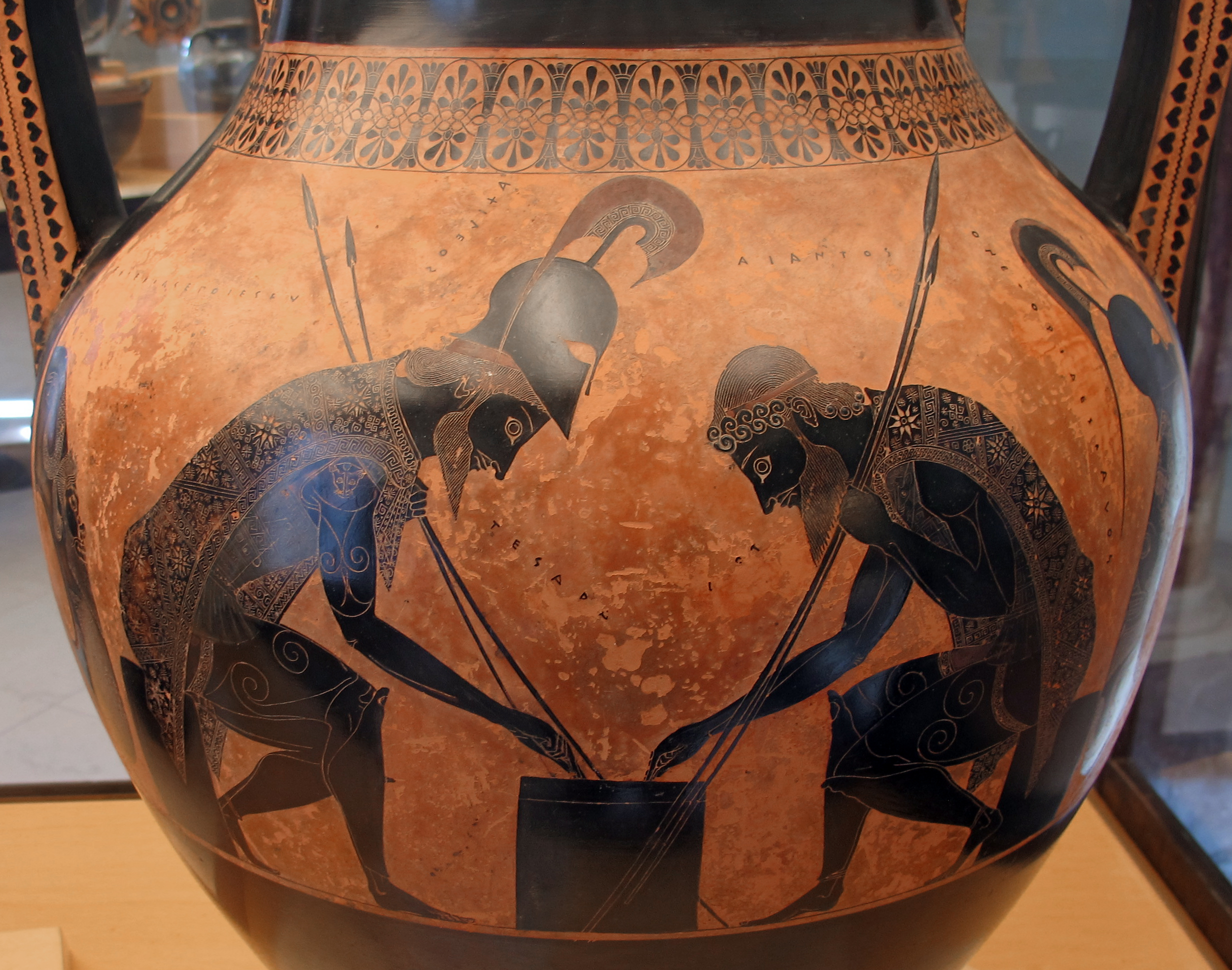
ギリシアの黒絵式陶器。アテナイのエクセキアスなど高度な技術を持つ絵付師が活躍した。画像は「アキレウスとアイアースのアンフォラ」（バチカン美術館蔵）。

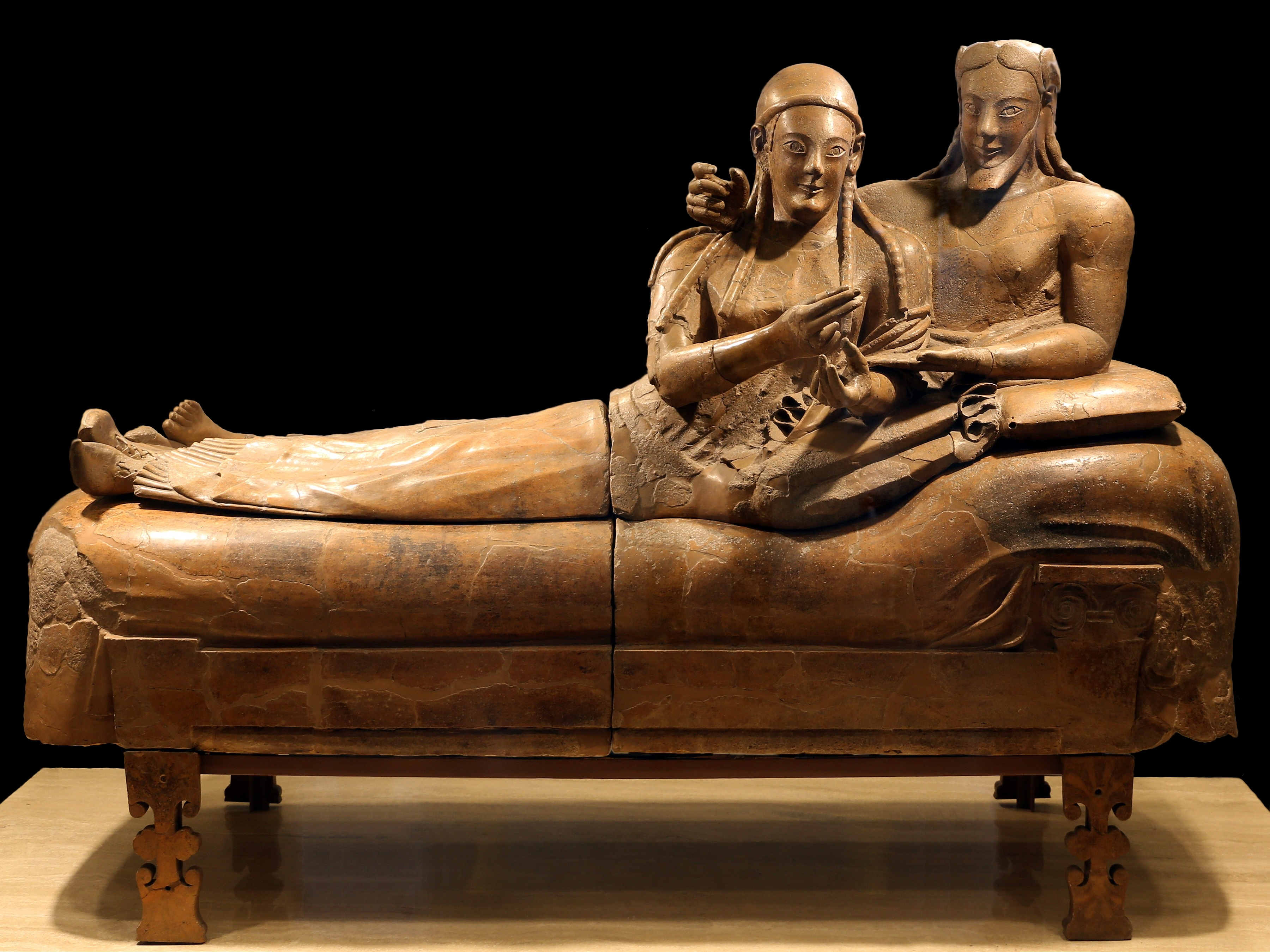
エトルリア人。イタリア半島中西部にいた民族で、彫刻や工芸に優れローマ人にも大きな影響を与えた。画像は「夫婦の人型棺（ヴィラ・ジュリア国立エトルリア博物館蔵）。

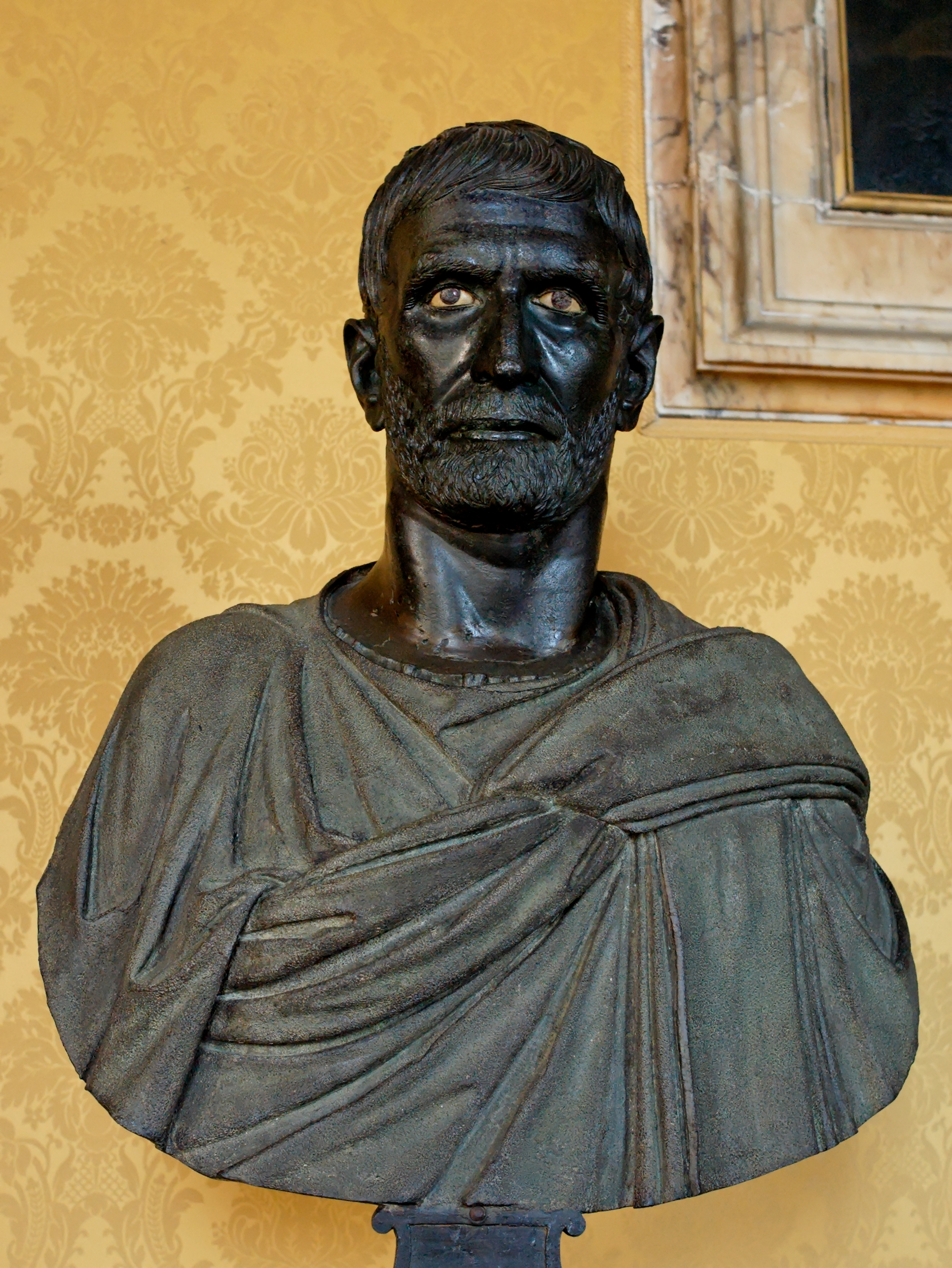
共和政ローマの始まり。エトルリア系の王が追放されたことでローマの国政は大きく変革された。画像は共和政の樹立に功があり、初代の執政官コンスルともなったルキウス・ユニウス・ブルトゥスのものとされる肖像彫刻（カピトリーノ美術館蔵）。

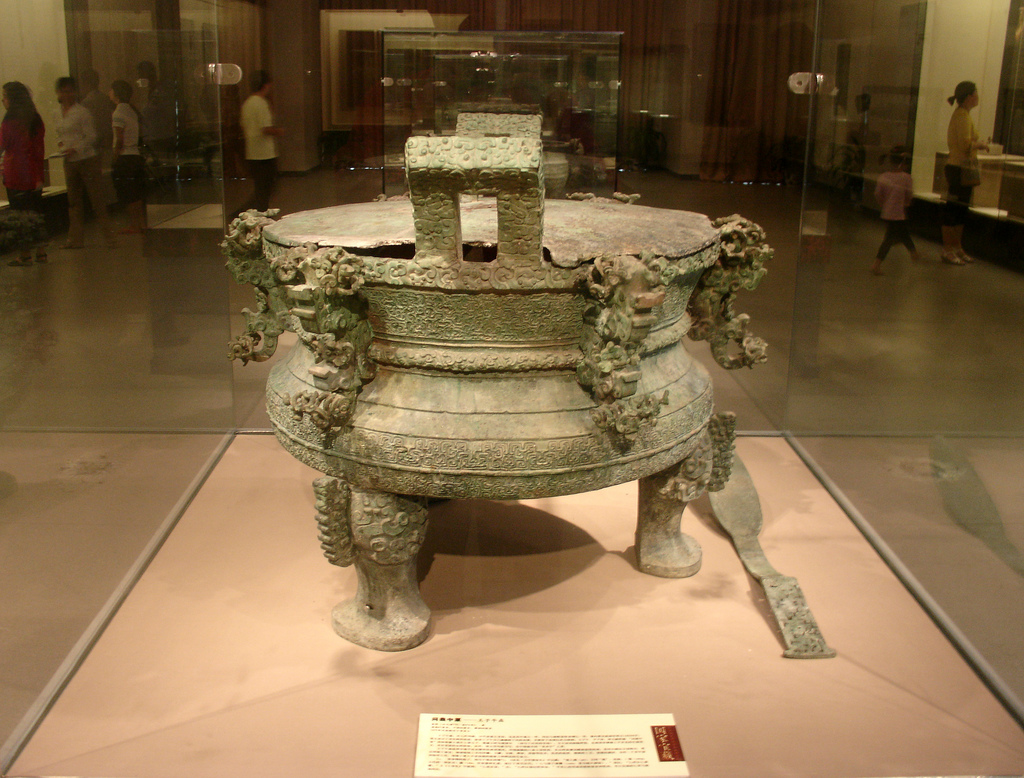
楚の伸長。春秋五覇である荘王の時代には、楚は中原にも勢力を拡大し「鼎の軽重を問う」の故事にみられる権勢を誇るようになった。画像は楚の荘王の公子午（子庚）に捧げられた銅鼎（中国国家博物館蔵）。

紀元前6世紀（きげんぜんろくせいき）は、西暦による紀元前600年から紀元前501年までの100年間を指す世紀。

## できごと

### 紀元前600年代
- 紀元前600年頃
  - ギリシア系フォカイア人が南フランスに植民市マッシリアを建設。
  - ギリシアでアルカイック期中期。
    - 彫刻「スニオンのクーロス（アテネ国立考古学博物館蔵）」、「クレオビスとビトンの像（デルポイ考古学博物館蔵）」が作成される。

  - プラエネステのフィーブラ（留め具）（ローマのピゴリーニ国立先史民族博物館蔵）が作成される。
    - 黄金の基体に現存最古のラテン語（古ラテン語）の刻文がある。

  - 中央ヨーロッパでハルシュタット文化D期。
    - 「ヒルシュランデンの戦士像（英語版）（シュトゥットガルトのヴュルテンベルク州立博物館蔵）」が作られる。
    - 「ビチ・スカラ洞窟（英語版）の牡牛像（ウィーン自然史博物館蔵）」が作られる。

  - 現ロシア連邦のトゥヴァ共和国サリグ・ブルン（Saryg-Bulun）で少女の戦士が埋葬される。
  - 内モンゴル南部の黄河屈曲部でオルドス青銅器文化（綏遠青銅器文化）が展開（ - 紀元前100年頃）。
  - インドでマガダ国やコーサラ国などの十六大国が成立する。

### 紀元前590年代
- 紀元前599年 - 陳の霊公が寵姫夏姫の息子夏徴舒に殺害され国内が混乱。楚の荘王が陳を一時併合する。
- 紀元前598年 - 新バビロニアがユダ王国を屈服させ、エホヤキン王をバビロンに連行する。
- 紀元前597年 - 晋と楚が河南省鄭州市の邲において激突し、楚の大勝利に終わる（邲の戦い）。
  - 敗戦後、司寇屠岸賈により戦争の責を問われ趙朔ら趙氏一族が滅せられる（下宮の難)。
- 紀元前595年 - 第一次神聖戦争でデルポイ隣保同盟とキラが戦う（ - 紀元前585年）。
- 紀元前594年 - アテナイでソロンがアルコンに選ばれ政治改革を行う。
- 紀元前593年 - エジプトのプサメティコス2世（英語版）（プサムテク2世）がクシュ王国を攻撃。

### 紀元前580年代
- 紀元前589年
  - 晋と斉が山東省の鞍において激突し、晋が勝利し斉の復権は阻止される（鞍の戦い（英語版））。
  - エジプト王アプリエスの即位（ - 紀元前570年）。
    - この王の時代にサイスで作られたのがローマ市にあるサンタ・マリア・ソプラ・ミネルヴァ教会前の「象のオベリスク（英語版）」。
- 紀元前588年 - アルバニアの植民市アポロニアがケルキラとコリントからのギリシャ人入植者により建設される。
- 紀元前586年 - 新バビロニアがゼデキヤ王を捕虜として連行しユダ王国を滅ぼす。
  - エルサレム神殿が破壊され、ヘブライ人のバビロン捕囚が行われる。
- 紀元前585年
  - 日食の戦い（ハリュス川の戦いともいう）。
    - リュディア王国のアリュアッテスとメディア王国のキュアクサレス2世が交戦。
    - 5月28日頃現れた皆既日食により停戦にいたったため、「日食の戦い」と呼ばれる。
    - ヘロドトスによればこの皆既日食をミレトスのタレスが予測していた。

  - ウラルトゥがスキタイによって滅ぼされる。
- 紀元前582年 - コリントスの第1回イストミア大祭が行われる。
- 紀元前582年以降 - デルポイの第1回ピューティア大祭が行われる。
- 紀元前581年 - 『日本書紀』によれば綏靖天皇が即位。
- 紀元前580年頃
  - クレタ島とロードス島のギリシア系移民によりシチリア島のアクラガス（アグリジェント）が建設される。
  - ギリシアのケルキラ（コルフ）島のアルテミス神殿破風彫刻のメドゥーサ像（ケルキラ考古学博物館蔵）が作成される。
  - クシュ国王アスペルタあるいはその後継者によりナパタ（英語版）からメロエに都が遷され、以後メロエ王国と呼ぶ（ - 紀元前568年）。

### 紀元前570年代
- 紀元前579年 - 第5代ローマ王タルクィニウス・プリスクスが暗殺され、娘婿のセルウィウス・トゥッリウスが王となる。
- 紀元前578年 - 晋と秦が麻隧の戦いで激突し、晋が秦に大勝する。
- 紀元前575年
  - 晋と楚が鄢陵（河南省鄢陵）にて激突し、晋が勝利する（鄢陵の戦い）。
  - ネブカドネザル2世がバビロンのイシュタル門を建設。
- 紀元前573年以前 - ネメアで第1回ネメア大祭が行われる。
- 紀元前573年 - 欒書と荀偃（中行偃）が晋の厲公を殺害し、悼公を擁立する。
- 紀元前570年 - エジプト王アプリエスを倒し、アマシス2世が王となる。
  - イアフメスはギリシア人傭兵を優遇しナイル川デルタ西端のナウクラティスへの定住を許可する。
- 紀元前570年頃
  - アルカイック期中期のギリシア彫刻「子牛を担ぐ人（アテネ国立考古学博物館蔵）」「ナクソスのスフィンクス（デルポイ博物館蔵）」が作られる。
  - イタリアのキウージ近郊フォンテ・ロテッラのネクロポリスにあるエトルリア人墳墓から出土した「フランソワの壺」が作られる。
  - シチリア島のアクラガスでファラリスが実権を握る（ - 紀元前544年頃）。

### 紀元前560年代
- 紀元前566年 - アテナイでパナテナイア祭が始まる。
- 紀元前565年頃 - ローマ王セルウィウス・トゥッリウスがローマの七つの丘を囲む「セルウィウスの城壁」を築く。
- 紀元前561年 - ペイシストラトスが僭主となりアテナイでの実権を握る。
  - この頃、ラウレイオン銀山の採掘が始まる。ヘカトンペドン神殿（英語版）（古パルテノン神殿）が完成する。
- 紀元前560年 - クロイソスがリュディア王に即位。
- 紀元前560年頃 - 「テネアのクーロス（英語版）（ミュンヘン・グリュプトテーク（彫刻館）蔵）」が作られる。

### 紀元前550年代

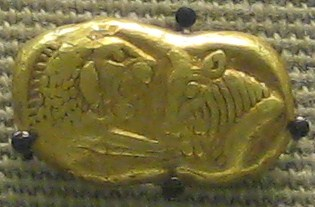
クロイソスの金貨。大英博物館所蔵。

- 紀元前556年 - スパルタでキロンが監督官（エポロス）に選ばれ改革を行う。
- 紀元前555年頃 - シッパル出土の「ナボニドゥスの円筒形碑文（大英博物館蔵）」（ - 紀元前540年頃）。
- 紀元前553年頃 - 新バビロニア王ナボニドゥスのシリア・アラビア遠征。
  - ナボニドゥスはタイマー (サウジアラビア)に根拠地を置いて長期滞在、バビロニアは息子ベルシャザルに統治を委託。
- 紀元前550年 - ペルシアにアケメネス朝が成立し、キュロス2世がメディア王国を滅ぼし、エクバタナを占領。
- 紀元前550年頃
  - クロイソスが信頼に足る最初の通貨を流通させる。リディア人は不純物を取り除いて金貨を作り、ライオンの部位の刻印により重さを示した。[1]クロイソスの金貨と呼ばれる遺物が大英博物館に所蔵されている。
  - リュディア王クロイソスの資金提供によりエフェソスのアルテミス神殿が建てられる。
  - ギリシアのアイギナ島でもスタテル貨が作られる。
  - アルカイック期中期のギリシア彫刻「ランパンの騎士（フランス語版）（アテネ国立考古学博物館・ルーヴル美術館蔵）」が作成される。

### 紀元前540年代
- 紀元前548年 
  - 斉の崔杼が荘公光を殺害し、弟の杵臼（景公）を擁立する。
  - 『日本書紀』によれば懿徳天皇が即位。
- 紀元前547年 - ペルシアのキュロス2世がテュンブラの戦いに勝利しサルディスを占領、リュディア王国を滅ぼす。
- 紀元前546年
  - 晋と楚の間で弭兵の会（中国語版）が行われる。
  - キュロス2世がパサルガダエの造営に着手。
- 紀元前544年 - 一説によると仏陀が入滅した年とされ、東南アジア諸国で使われている仏暦はこの年をあてている。
  - 翌年の紀元前543年を元年として起算している。
- 紀元前540年頃 - ギリシア系フォカイア人が南イタリアに植民市エレアを建設。
- 紀元前540 - 535年 - コルシカ島アレリア沖の戦い（英語版）で、カルタゴ人とエトルリア人の連合軍がギリシア人・サルデーニャ人の連合軍を破り、エトルリア人がアレリアを占領する。

### 紀元前530年代
- 紀元前539年 - オピスの戦いでペルシアのキュロス2世が新バビロニアのナボニドゥスを破る。
  - 続いてナボニドゥスの王子ベルシャザルが支配する首都バビロン占領し新バビロニア王国を滅ぼす。
    - バビロンで発見された「キュロスの円筒印章」（大英博物館蔵）はこの経緯をペルシア側から記録したもの。

  - 同年にキュロス2世はイランのスシアナ地方にあったエラム王国を滅ぼし、スサを占領する。
- 紀元前538年 
  - ペルシアのキュロス2世がヘブライ人のエルサレム帰還と神殿の再建を許可する。
  - ポリュクラテスがサモスの僭主となる。
    - この僭主の時代にエウパリノスの地下導水路などサモス島のピタゴリオやヘーラー神殿が建造される。
- 紀元前536年 - 鄭の宰相子産が中国で最初の成文法を作る。
- 紀元前535年頃 - ケルト系サルウィイ族（英語版）によりギリシア系植民市テリネが占領され、アレラーテ（現アルル）と名付けられる。
- 紀元前534年 - アテナイのディオニューシア祭でテスピスによる最古のギリシア悲劇が演じられる。
- 紀元前530年頃
  - 南イタリアのクロトンにピタゴラスが移住し、この地に「ピタゴラス教団」を設立する。
  - ハルシュタット文化に属するドイツのホッホドルフ墳丘墓（英語版）が作られる。

### 紀元前520年代
- 紀元前529年 - ペルシアのキュロス2世がトミュリス女王率いるマッサゲタイ人との戦いで戦死。カンビュセス2世が後継の王となる。
  - 都パサルガダエに「キュロスの墓（英語版）」が建設される。
- 紀元前527年 - アテナイの僭主ペイシストラトスが死去、長子ヒッピアスが僭主となる。
- 紀元前525年 - ペルシアのカンビュセス2世がペルシウムの戦い（英語版）に勝利してエジプトを占領。
  - 第26王朝を滅ぼしたペルシアが第27王朝となり、古代オリエント世界を統一。
  - エレファンティネ島のユダヤ人共同体遺跡から出土したアラム語文書はこの時代のもの（エレファンティネ・パピルス）。
- 紀元前522年 - ペルシアのカンビュセス2世死去。簒奪者ガウマタ（または王弟スメルディス）を倒しダレイオス1世が即位。
  - 「ベヒストゥーン碑文」にはこの簒奪阻止の記念にダレイオス1世がゾロアスター教のフラワシ像に礼拝する様子が描かれている。
- 紀元前520年 - ペルシアのダレイオス1世がペルセポリスの造営に着手。
- 紀元前520年 - 紀元前500年頃
  - トルコのチャナッカレ州ビガ近郊の古墳にて出土した「ポリュクセネーの石棺（英語版）」はこの時代のもの。

### 紀元前510年代
- 紀元前518年 - ペルシアのダレイオス1世がタキシラを含むガンダーラ地方を征服する。
- 紀元前517年頃 - ギリシア語著作家ミレトスのヘカタイオスによる「ケルト人」についての最初の言及。
- 紀元前516年 - エルサレムの第二神殿が完成する。
- 紀元前514年 - ペイシストラトスの次子ヒッパルコスが殺害される。
- 紀元前513年 - ペルシアのダレイオス1世がトラキアを征服し、黒海北岸のスキタイ人の地に遠征する。
- 紀元前510年
  - アテナイでクレイステネスが僭主ヒッピアスを追放。
    - 五百人評議会や将軍職の設置、陶片追放（オストラキスモス）の制度を定める。

  - ヘレスポントスのケルソネソス僭主ミルティアデスがリムノス島を占領する。
- 紀元前510年頃
  - エトルリア人彫刻家ウルカ（英語版）により「ウェイイのアポロン像（英語版）」が作られる（ - 紀元前500年頃）。
  - タルクィニア地下墳墓群の「軽業師の墓（フランス語版）」の壁画が描かれる。

### 紀元前500年代
- 紀元前509年 - 伝承によれば国王タルクィニウス・スペルブスが追放されローマで共和政が始まる（共和政ローマ）。
  - 最初の執政官としてルキウス・ユニウス・ブルトゥスとルキウス・タルクィニウス・コッラティヌスが務めたとされる。
  - 同年、カピトリヌスの丘のユピテル・オプティムス・マキシムス、ユーノー、ミネルウァ神殿の奉献式が行われる。
- 紀元前506年 - 柏挙の戦いに勝利した呉王闔閭が楚の都の郢を陥落させる。
  - 楚の昭王は随に逃亡、呉の伍子胥が楚の先王である平王の墓を暴いて復讐する。
- 紀元前502年
  - ペルシアの支配に対するナクソス島の反乱。
  - 魯の陽虎が三桓氏排除のため乱を起こす。
- 紀元前501年 - 共和政ローマでティトゥス・ラルキウス・フラウスが最初の独裁官に選出される。
- 紀元前500年以前
  - スパルタ王クレオメネス1世によりペロポネソス同盟が結成される。
  - ギリシアのアテナイで「赤絵式」陶器が発明される。
  - フランスの北部ブルゴーニュ地方で発見された「ヴィクスの墳墓（英語版）」が作られる。副葬品の「ヴィクスのクラテール」が有名。

## 人物

### 中国（周・春秋時代）
- 荘王（? - 前591年） - 春秋時代の楚の王（在位前614年 - 前591年）・春秋五覇の1人・邲の戦いで勝利
- 孫叔敖（生没年不詳） - 春秋時代の楚の政治家（令尹）・荘王に仕えて楚の富国強兵を成し遂げ荘王に天下の覇権を握らせた
- 巫臣（生没年不詳） - 春秋時代の楚の政治家・荘王に仕えるがその没後は夏姫を伴い晋に亡命・宰相となり呉と国交を結ぶ
- 景公（? - 前581年） - 春秋時代の晋の君主（在位前600年 - 前581年）・邲の戦いでは楚に敗北
- 荀林父（生没年不詳） - 春秋時代の晋の政治家・将軍・正卿（宰相）・中行氏の祖・邲の戦いでは敗北するが鄭を屈服させる
- 士会（生没年不詳） - 春秋時代の晋の政治家・将軍・范氏の祖・邲の戦いでは敗北するが復権し「范武子の法」を定める
- 韓厥（生没年不詳） - 春秋時代の晋の政治家・将軍・邲の戦いでは敗北・屠岸賈を倒し趙家再興を働きかけたことでも有名
- 郤克（生没年不詳） - 春秋時代の晋の政治家・将軍・正卿・邲の戦いでは楚に敗北するが鞍の戦いでは斉を撃破する
- 欒書（? - 前573年） - 春秋時代の晋の政治家・将軍・鄢陵の戦いで勝利・後に晋の厲公を殺害し悼公を擁立
- 共王（? - 前560年） - 春秋時代の楚の王（在位前591年 - 前560年）・眼を射られ鄢陵の戦いで敗北する
- 悼公（前587年 - 前559年） - 春秋時代の晋の君主（在位前573年 - 前559年）・鄢陵の戦い以後の晋の覇権を保持
- 中行偃（? - 前554年） - 春秋時代の晋の政治家・将軍・欒書とともに厲公を殺害・斉の討伐でも活躍
- 崔杼（? - 前546年） - 春秋時代の斉の政治家・荘公を殺害し景公を擁立・「崔杼弑君」の記事でも有名
- 苗賁皇（生没年不詳） - 春秋時代の晋の政治家・楚からの亡命者・鄢陵の戦いでは晋の軍師として楚を撃破する
- 趙武（前598年 - 前541年） - 春秋時代の晋の政治家・「趙氏孤児」のモデルで屠岸賈を倒し正卿となる・弭兵の会を開く
- 羊舌肸（生没年不詳） - 春秋時代の晋の政治家・平公を支え晋の勢力を維持・晏嬰や子産と交流があった
- 華元（生没年不詳） - 春秋時代の宋の政治家・商丘攻防戦で宋を死守・晋と楚の和平を取り持つ
- 向戌（生没年不詳） - 春秋時代の宋の政治家・華元の後を継いで右師となり晋と楚を取り持ち弭兵の会を開く
- 王子喬（生没年不詳） - 春秋時代の東周霊王の太子（晋）・父王に諫言して王位を断念・後年は仙人になったという
- 子産（? - 前522年） - 春秋時代の鄭の政治家・鄭の政治改革を進め中国最初の成文法を制定
- 晏嬰（? - 前500年） - 春秋時代の斉の政治家・崔杼らの政変を避けて斉を支える
- 司馬穰苴（生没年不詳） - 春秋時代の斉の将軍・晏嬰に推薦され任官される・兵法書『司馬法』の著者
- 季札（生没年不詳） - 春秋時代の呉の政治家・呉王寿夢の少子「延陵の季子」として知られ晏嬰や子産と交わる
- 闔閭（? - 前496年） - 春秋時代の呉の王（在位前514年 - 前496年）・春秋五覇の1人
- 孔子（前551年 - 前479年） - 春秋時代の魯の思想家（儒家）

### 西アジア

#### オリエント諸国
- キュアクサレス2世（？ - 前584年） - メディア王国の王（在位前652年/前624年 - 前584年）・最盛期をもたらす
- アステュアゲス（？ - 前550年以降） - メディア最後の王（在位前585年 - 前550年）・娘マンダネの子キュロス2世に征服される
- ネブカドネザル2世（？ - 前562年） - 新バビロニア王国の王（在位前605年 - 前562年）・ユダ王国を滅ぼしバビロン捕囚を行う
- ナボニドゥス（？ - 前539年） - 新バビロニア最後の王（在位前555年 - 前539年）・息子ベルシャザルに国内統治を委ねていた
- ベルシャザル（？ - 前539年） - 新バビロニア王ナボニドゥスの息子・旧約聖書『ダニエル書』では新バビロニア最後の王とされる
- キュロス2世（前600年頃 - 前529年） - アケメネス朝ペルシアの初代国王（在位前550年 - 前529年）・新バビロニア他を滅ぼす
- クロイソス（前595年 - 前547年頃？） - リュディア王国最後の王（在位前560年頃 - 前547年頃）・貨幣制度を発明？
- トミュリス（生没年不詳） - 遊牧民マッサゲタイの女王・息子スパルガピセスを失いながらもペルシア王キュロス2世を討ち果たすと伝わる
- カンビュセス2世（？ - 前522年） - アケメネス朝ペルシアの国王（前529年 - 前522年）・エジプトを征服しオリエントを統一
- ダレイオス1世（前558年 - 前486年） - アケメネス朝ペルシアの国王（前522年 - 前486年）・ペルセポリスを造営

#### ユダヤ
- エレミヤ（前7世紀末 - 前6世紀前半） - 旧約聖書『エレミヤ書』に登場する古代ユダヤの預言者・バビロン捕囚前に活躍
- エゼキエル（生没年不詳） - 旧約聖書『エゼキエル書』に登場する古代ユダヤの預言者・バビロン捕囚で連行される
- ダニエル（生没年不詳） - 旧約聖書『ダニエル書』に登場する古代ユダヤの預言者・新バビロニアの滅亡を予言する
- ゼルバベル（生没年不詳） - 旧約聖書のユダヤ人指導者・バビロン捕囚から解放されたユダヤ人とエルサレム第二神殿を再建

### 地中海世界

#### ギリシア
- ギリシア七賢人
  - アテナイのソロン（前639年頃 - 前559年頃） - 政治家・債務奴隷の禁止など「財産政治」と呼ばれる改革を行う
  - ミレトスのタレス（前624年 - 前546年頃） - 哲学者・万物の根源を「水」とする・日食の予言やピラミッド測量で有名
  - スパルタのキロン（英語版）（生没年不詳） - 監督官（エポロス）・外交方針を征服から同盟へと転換しペロポネソス同盟の基礎を築く
  - プリエネのビアス（英語版）（生没年不詳） - 弁論家・頭脳明晰で弁論に優れ「ギリシア七賢人」の筆頭に位置づけられることもある
  - ミュティレネのピッタコス（英語版）（前640年頃 - 前564年頃） - 僭主・調停者（アイシュムネテス）とも呼ばれ善政を行い民から慕われたと伝わる
  - リンドスのクレオブロス（生没年不詳） - 僭主・ペイシストラトスにアテナイから追放されたソロンをリンドスに招いたという伝承がある
  - コリントスのペレアンドロス（英語版）（前627年以前 - 585年頃） - 僭主・コリントス港の改築などで知られるが暴君で冷酷との評もある
  - ケナイのミュソン（英語版）（生没年不詳） - 農夫・プラトンの『プロタゴラス』ではペレアンドロスの代わりに七賢人となっている
- エピメニデス（生没年不詳） - 詩人・預言者・「嘘つきのクレタ人（エピメニデスのパラドックス）」で有名
- アナカルシス（英語版）（生没年不詳） - スキタイの王族・ギリシアで哲学者として活躍・書簡集は偽作の疑いあり
- アルゴスのポリュメデス（英語版）（生没年不詳） - アルカイック期の彫刻家・「クレオビスとビトン」の彫刻で有名
- アイソポス（前620年 - 前560年頃） - 小アジア出身の寓話作家・いわゆる「イソップ寓話集」をまとめた
- ファラリス（？ - 前554年頃） - シチリア島のアクラガスの僭主・その名がつけられた処刑器具「ファラリスの雄牛」で有名
- アナクシマンドロス（前610年 - 前546年） - ミレトス学派（イオニア学派）の哲学者・万物の根源を「アペイロン」とする
- アナクシメネス（前585年 - 前525年） - ミレトス学派（イオニア学派）の哲学者・万物の根源を「空気」とする
- メガラのテオグニス（生没年不詳） - 詩人・貴族と民衆の政争の犠牲になり亡命生活を送る・エレゲイア詩形による格言詩が有名
- ペイシストラトス（前6世紀頃 - 前527年） - アテナイの僭主・ラウレイオン銀山の採掘を始めアテナイの産業を育成
- エクセキアス（活動時期前550年頃 - 前525年頃） - アテナイの陶芸家・絵付師・黒絵式陶器「アキレウスとアイアース」が有名
- サモスのピタゴラス（前582年 - 前496年） - ピタゴラス学派の哲学者・ピタゴラスの定理の発見など数学者としても知られる
- ザルモクシス（英語版）（生没年不詳） - トラキアの神官・神秘主義者・ピタゴラスの奴隷であったころ霊魂不滅説の影響を受けたという説もある
- アナクレオン（前582年 - 前485年） - イオニアのテオス出身の詩人・九歌唱詩人の一人・酒飲みと賛美歌で有名
- イビュコス（前6世紀） - レギオン出身の抒情詩人・九歌唱詩人の一人・サモス島僭主ポリュクラテスの宮廷活躍・物語詩に優れる
- コロポンのクセノパネス（生没年不詳） - 哲学者・詩人・ホメロスやヘシオドスの神々の描き方を批判しプラトンに影響を与えた
- クロトンのミロン（生没年不詳） - レスリング競技者・オリュンピア祭では前540年 - 前516年に6回のレスリング優勝者となる・逸話も多い
- イカリアのテスピス（生没年不詳） - 舞台に立った最初の劇俳優・前534年のアテナイのディオニューシア祭悲劇競技会で優勝
- ヒッピアス（前6世紀後半 - 前5世紀前半） - アテナイの僭主・ペイシストラトスの子・アルクメオン家らによって追放される
- クレイステネス（前6世紀後半 - 前5世紀前半） - アテナイの政治家・五百人評議会を設置し将軍職を定めるなど民主政の基礎を確立

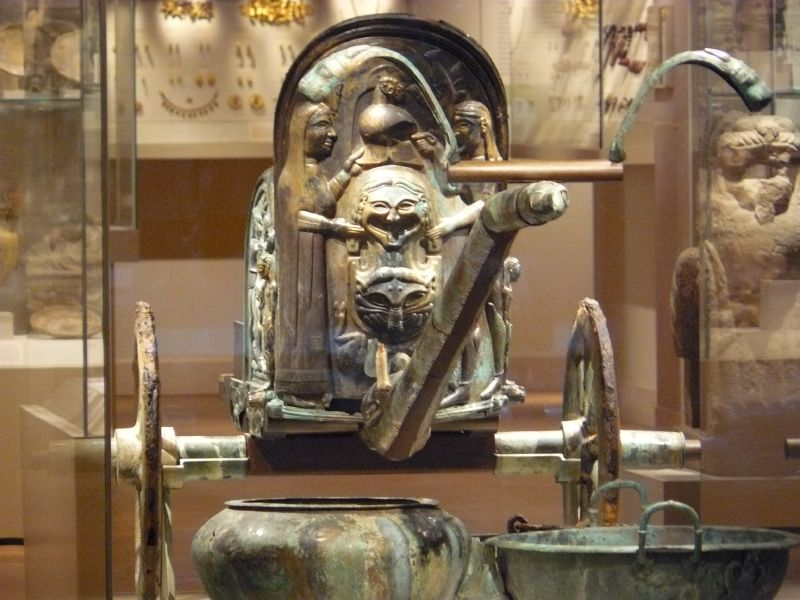
モンテレオーネのチャリオット。1902年、モンテレオーネ・ディ・スポレートにて出土。

#### ローマ
- セルウィウス・トゥッリウス（？ - 前535年） - 王政ローマ第6代の王（在位前578年 - 前535年）
- ルキウス・タルクィニウス・スペルブス（？ - 前496年） - 王政ローマ第7代の最後の王（在位前535年 - 前509年）
- ルキウス・タルキニウス・コッラティヌス（生没年不明） - 共和政ローマの設立者・王を追放し初代執政官（コンスル）に就任
- ルクレティア（？ - 前509年） - 初代執政官のコッラティヌスの妻・タルクィニウス王の息子に辱められたことで夫たちに復讐を依頼する
- ルキウス・ユニウス・ブルトゥス（前545年頃 - 前509年） - 共和政ローマの設立者・王を追放し初代執政官（コンスル）に就任